# 杨承芳
杨承芳（1908年10月—1995年3月22日），男，土家族，贵州思南人，中国国际新闻评论家、翻译家，原中国社会科学院情报研究所所长，中国翻译协会名誉理事。